# Giusy Versace
Giuseppina Versace, detta Giusy (Reggio Calabria, 20 maggio 1977), è un'atleta paralimpica, conduttrice televisiva e politica italiana.

## Biografia
Nata il 20 maggio 1977 a Reggio Calabria, figlia di Alfredo Versace, cugino dei noti fratelli Donatella, Santo e Gianni Versace, si trasferisce a Londra per quasi un anno e dal 1999 vive e lavora a Milano. Si occupa di moda fino a quando, il 22 agosto 2005, all'età di 28 anni, è stata vittima di un grave incidente stradale sull'autostrada Salerno-Reggio Calabria, nel quale ha perso entrambe le gambe.
Nel 2007 ritorna a guidare, mentre nel 2010 inizia a correre con un paio di protesi in fibra di carbonio, diventando così la prima atleta donna italiana della storia a correre con doppia amputazione agli arti inferiori. Per diverso tempo viene soprannominata la Pistorius italiana, ma al podcast Chiamata per Parigi 2024 ha dichiarato di essere riuscita a contraddistinguersi per una serie di sfide nelle quali si è cimentata. Nel 2011 fonda l'associazione Disabili No Limits Onlus per aiutare altri ragazzi ad avvicinarsi allo sport.
Nel 2016 entra nel Gruppo Sportivo Fiamme Azzurre, uno stimolo per allenarsi al meglio in vista di Rio 2016. In precedenza era tesserata per la Handy Sport Ragusa. Per la FIDAL è invece tesserata per l'Atletica Vigevano. Si allena allo stadio "Dante Merlo" di Vigevano, seguita da Andrea Giannini.
A giugno 2011 a Valencia, in Spagna, Giusy centra il minimo richiesto sui 100 m per le Paralimpiadi di Londra 2012 e il 12 maggio 2012, ai campionati italiani di Torino, corre i 100 m in 15"50, tempo che per poco sarà anche record europeo, ma che a sorpresa non le varrà la convocazione per le Paralimpiadi di Londra 2012. Nonostante questo, Giusy continua ad allenarsi e migliorare, fino a portare i suoi record a 14"44 sui 100 m (Grosseto, 30 maggio 2014) e 27"95 sui 200 m (Nembro, 30 aprile 2016). Il 9 aprile 2016, a Grosseto, fa inoltre il suo esordio nei 400 m, ottenendo un nuovo record italiano con 1'04"21, tempo migliorato poi l'8 maggio successivo a Pavia, quando in una gara FIDAL corre in 1'02"61. Con 9"67 detiene inoltre il record italiano sui 60 m indoor della sua categoria. Su tutte queste distanze ha vinto 11 titoli italiani.
Nel 2013 scrive la sua prima autobiografia, Con la testa e con il cuore si va ovunque, edita da Mondadori.
Da settembre 2014 è fra i concorrenti della decima edizione del programma tv Ballando con le stelle, in onda su Rai 1, che vince col 56% dei voti da parte del pubblico con Raimondo Todaro, contro il 44% di Sara Di Vaira e Andrew Howe. Il 28 maggio 2015 debutta nella conduzione del programma televisivo di Rete 4 Alive - La forza della vita al fianco del biologo e naturalista Vincenzo Venuto. Dal 23 agosto 2015 fino alla fine della stagione calcistica, ha condotto per ogni domenica con Alessandro Antinelli su Rai 2 in seconda serata La Domenica Sportiva.
Nell'ottobre 2015 gareggia ai campionati mondiali paralimpici a Doha, in Qatar. Nei 200 m, dopo essersi qualificata per la finale con 28"31 (vento + 2,5 m/s, quindi non omologabile come record italiano), è giunta all'8º posto con 28"77 (vento +2,4 m/s). Nei 100 m, invece, non è riuscita a raggiungere la finale arrivando al sesto posto in batteria con il tempo di 15"16 (vento -1,5 m/s).
Ai campionati europei paralimpici di Grosseto del 2016 ottiene la medaglia d'argento nei 200 m (28"07) e il bronzo nei 400 m (1'05"31). Grazie a questi risultati viene convocata per i Giochi paralimpici di Rio de Janeiro, dove riesce ad accedere alla finale dei 200 m, conclusa all'ottavo posto in 28"90, mentre nella finale dei 400 m viene squalificata per invasione di corsia.
Nel 2017 la Versace è protagonista a teatro al fianco del ballerino Raimondo Todaro e del musicista e cantante Daniele Stefani, portando in scena uno spettacolo di prosa, musica e danza tratto dalla sua autobiografia "Con la testa e con il cuore si va ovunque". Parte dell'incasso della tournée teatrale, è stato devoluto a Disabili No Limits Onlus.

### Attività politica
Nel gennaio 2018, in vista delle elezioni politiche del 4 marzo 2018, annuncia la propria candidatura alla Camera dei deputati tra le liste di Forza Italia, venendo candidata sia nei collegi plurinominali che nel collegio uninominale Lombardia 2 - 02 (Varese), sostenuta dalla coalizione di centro-destra in quota forzista. Viene eletta deputata nell'uninominale con il 48,95% dei voti, superando Vincenzo Salvatore del centro-sinistra (22,94%) e Valentina Li Causi del Movimento 5 Stelle (21,69%). Nella XVIII legislatura della Repubblica è stata componente della 12ª Commissione Affari sociali, con delega del gruppo alle pari opportunità e disabilità, e della Commissione parlamentare per l'infanzia e l'adolescenza.
Nell'aprile 2019 Giusy Versace lanciò una proposta di legge per l'equiparazione degli atleti paralimpici a quelli olimpici, poi confluita nella Riforma dello Sport del ministro dello Sport Vincenzo Spadafora durante il Governo Conte II.
Alle elezioni europee del 2019 si candida al Parlamento europeo, sempre con Forza Italia nella circoscrizione Italia nord-occidentale, ma raccoglie solo 7.156 preferenze, arrivando sesta, e non viene eletta.
Il 29 maggio 2021 viene nominata nuovo responsabile del dipartimento Sport, Disabilità e Pari Opportunità del proprio partito.
Il 26 luglio 2022 abbandona Forza Italia dopo la decisione del partito di non partecipare al voto di fiducia richiesto dall’esecutivo al Senato il 20 luglio. Il 3 agosto aderisce ad Azione. Alle elezioni politiche anticipate del 25 settembre viene candidata al Senato nel collegio uninominale Lombardia - 01 (Varese) e come capolista di Azione - Italia Viva nel plurinominale Lombardia - 01. All’uninominale arriva terza con il 9,74% alle spalle di Massimiliano Romeo del centrodestra (53,55%) e di Orlando Vivaldo Rinaldi del centrosinistra (23,73%), ma è eletta nel plurinominale.
Il 3 dicembre 2022 costituisce l’Intergruppo parlamentare per la disabilità di cui è tuttora presidente e porta voce.
Il 16 febbraio 2023 viene eletta Segretario d’Aula del Senato con 41 voti.
Il 17 settembre 2024, in disaccordo con la leadership del partito riguardo l'adesione al "campo largo" con Partito Democratico, Movimento 5 Stelle e Alleanza Verdi e Sinistra in vista delle elezioni regionali in Umbria, Emilia-Romagna e Liguria, decide di lasciare Azione insieme a Mara Carfagna e Mariastella Gelmini. Il 25 settembre le tre parlamentari fondano “Centro Popolare”, un’associazione costituita con lo scopo di  rafforzare l’area moderata e riformista del centrodestra attraverso un percorso fondativo con Noi Moderati. Due mesi dopo aderisce al gruppo parlamentare Civici d'Italia-UDC-Noi Moderati (NcI, CI, IaC)-MAIE-Centro Popolare mentre viene sostituita da Marco Lombardo come Segretario d'Aula.

## Opere
- Con la testa e con il cuore si va ovunque. La storia della mia nuova vita, Milano, Mondadori, 2013 ISBN 978-8804626800
- WonderGiusy, con Sara Mauri (illustratore), Milano, Mondadori, 2018 ISBN 978-8804689089. Disponibile anche la versione audiolibro[16].

## Televisione
- Commentatrice dei XIV Giochi paralimpici estivi (Sky Sport, 2012)
- Ballando con le stelle (Rai 1, 2014) - concorrente
- Alive - La forza della vita (Rete 4, 2015)
- La domenica sportiva (Rai 2, 2015-2016)
- Telethon (Rai 1, 2015)
- Chef in campo (Alma TV, 2021) - concorrente